# Engelhardtia hainanensis
Engelhardtia hainanensis là một loài thực vật có hoa trong họ Juglandaceae. Loài này được P.Y.Chen mô tả khoa học đầu tiên năm 1981.